# Brachyteles
Брахітел, або мірікі, або павукоподібні мавпи (рос. мирики) — рід  приматів з родини коатових (Atelidae). Відомо два види Мірик, які зустрічаєть поблизу атлантичних берегів південно-східній частині Бразилії. Північна Мірик знаходиться на межі вимирання. Довжина тіла представників - 35-60 см (без урахування хвоста), маса - 4-10 кг. Хутро забарвлений в коричневих і чорних тонах. Чіпкий хвіст бере участь в брахіації. На його кінчику знизу є позбавлений хутра ділянку, що дозволяє міцніше триматися за гілки дерев.

## Види
Назви наведено згідно з АІ. Рід включає два види:
- Brachyteles arachnoides (типовий вид)
- Brachyteles hypoxanthus